# Campionati mondiali di badminton 1997
I campionati mondiali di badminton 1997 sono stati la decima edizione dei campionati mondiali di badminton.
La competizione si è svolta dal 24 maggio al 1º giugno a Glasgow, in Scozia (Regno Unito).

## Medagliere
| Posiz. | Nazione       | Oro | Argento | Bronzo | Totale |
| ------ | ------------- | --- | ------- | ------ | ------ |
| 1      | Cina          | 3   | 3       | 3      | 9      |
| 2      | Danimarca     | 1   | 1       | 2      | 4      |
| 3      | Indonesia     | 1   | 0       | 4      | 5      |
| 4      | Malaysia      | 0   | 1       | 0      | 1      |
| 5      | Corea del Sud | 0   | 0       | 1      | 1      |

## Podi
| Evento              | Oro                          | Argento                      | Bronzo                        |
| Singolare maschile  | Peter Rasmussen              | Sun Jun                      | Heryanto Arbi                 |
| Singolare maschile  | Peter Rasmussen              | Sun Jun                      | Poul-Erik Høyer Larsen        |
| Singolare femminile | Ye Zhaoying                  | Gong Zhichao                 | Han Jingna                    |
| Singolare femminile | Ye Zhaoying                  | Gong Zhichao                 | Wang Chen                     |
| Doppio maschile     | Candra Wijaya Sigit Budiarto | Yap Kim Hock Cheah Soon Kit  | Lee Dong-soo Yoo Yong-sung    |
| Doppio maschile     | Candra Wijaya Sigit Budiarto | Yap Kim Hock Cheah Soon Kit  | Ricky Subagja Rexy Mainaky    |
| Doppio femminile    | Ge Fei Gu Jun                | Qin Yiyuan Tang Yongshu      | Eliza Nathanael Resiana Zelin |
| Doppio femminile    | Ge Fei Gu Jun                | Qin Yiyuan Tang Yongshu      | Qian Hong Liu Lu              |
| Doppio misto        | Liu Yong Ge Fei              | Jens Eriksen Marlene Thomsen | Trikus Heryanto Minarti Timur |
| Doppio misto        | Liu Yong Ge Fei              | Jens Eriksen Marlene Thomsen | Michael Søgaard Rikke Olsen   |